# Carlos Alfredo Joly
Carlos Alfredo Joly (São Paulo, 10 de janeiro de 1955) é um botânico, pesquisador e professor universitário brasileiro.

## Biografia

### Primeiros anos e formação acadêmica
Filho do professor universitário Aílton Brandão Joly, nasceu na cidade de São Paulo em 1955 e formou-se em ciências biológicas na Universidade de São Paulo (USP) no ano de 1976. Com uma bolsa de pesquisa concedida pela Fundação de Amparo à Pesquisa do Estado de São Paulo (FAPESP), realizou na Universidade Estadual de Campinas (Unicamp) seu mestrado sob orientação de Gil Martins Felippe, na área de botânica, defendido em 1979.
Seu doutorado, foi realizado na universidade escocesa, Universidade de St. Andrews, onde estudou ecofisiologia vegetal e defendeu a tese Flooding tolerance mechanisms of some Brazilian trees em 1982. Realizou seu pós-doutorado em Universidade de Berna de 1994, na Suíça.

### Atuação
Com a realização do mestrado, ingressou na Unicamp como professor assistente. Foi seguindo na carreira na universidade, por mais de três décadas, onde veio a obter o título de professor titular em 1997. Durante sua atuação frente ao Instituto de Biologia da Unicamp (IB), participou de diversas frentes do instituto. Coordenou três Programas de Pós-Graduação, em Ecologia, Biologia Vegetal e em Ambiente e Sociedade. Atuou como chefe de departamento em duas oportunidades, primeiro no biênio de 1987 até 1989 e posteriormente entre os anos de 2006 e 2010. Ocupou cargos da burocracia docente, sendo Pró-Reitor de Pós-Graduação entre 1996 e 1998. No ano de 2022, recebeu o título de Professor emérito da Unicamp por toda sua contribuição na formação da universidade, em cerimônia realizada na sede Conselho Universitário da Unicamp (Consu).
Na administração pública, atuou em cargos na Secretaria de Meio Ambiente do Estado de São Paulo, a convite de Fabio Feldmann (PSDB), no governo de Mário Covas (PSDB). No governo de Dilma Rousseff (PT), integrou o Ministério de Ciência, Tecnologia e Inovações, entre os anos de 2011 e 2012.
Comendador da Ordem Nacional do Mérito Científico e membro titular da Academia Brasileira de Ciências (ABC), Carlos é professor aposentado de ecologia vegetal na Unicamp. Possui uma vasta obra que conta com mais de 100 trabalhos científicos na sua área de expertise, 12 livros, orientou 27 mestres e 26 doutores.
No ano de 2020, integrou um manifesto com outras personalidades da área da pesquisa climática e do ambientalismo contra as intimidações do ambientalista Marcio Astrini sofridas pelo então Ministro do meio ambiente, Ricardo Salles.
No ano de 2023, foi agraciado com a Ordem Nacional do Mérito Científico pelo presidente Luiz Inácio Lula da Silva, em reconhecimento ao seu trabalho e contribuição do campo científico no país. Na mesma sessão solene, o professor Gonçalo Amarante Guimarães Pereira, também professor do IB da Unicamp, também foi agraciado com o mérito.

## Prêmios
- 1999, Prêmio Henry Ford, na categoria de Iniciativa do Ano na Área de Conservação.[22]
- 2012, Prêmio Muriqui.[23]
- 2022, Prêmio FCW de Ciência, concedido pela Fundação Conrado Wessel.[24]